# ユリス・シロヴス
ユリス・シロヴス (Juris Silovs、1950年8月30日- 2018年9月28日)は、ソビエト連邦の陸上競技選手。1972年ミュンヘンオリンピックの銀メダリストである。

## 経歴
シロヴスは、1972年ミュンヘンオリンピックでは、アレクサンドル・コルネリュク、ウラジミール・ロヴェツキー、ワレリー・ボルゾフとともに4×100mリレーにソ連代表として出場し、アメリカに次いで銀メダルを獲得。
さらに、4年後の1976年モントリオールオリンピックでも、アレクサンドル・アクシニン、ニコライ・コレスニコフそして前回もメンバーであったボルゾフとともに4×100mリレーに出場し、アメリカ、東ドイツに次いで銅メダルを獲得した。

## 主な実績
| 年   | 大会                 | 場所                   | 種目         | 結果 | 記録    |
| ---- | -------------------- | ---------------------- | ------------ | ---- | ------- |
| 1972 | オリンピック         | ミュンヘン(西ドイツ)   | 4×100mリレー | 2位  | 38.50秒 |
| 1973 | ユニバーシアード     | モスクワ(ソビエト連邦) | 100m         | 1位  | 10.37秒 |
| 1974 | ヨーロッパ陸上選手権 | ローマ(イタリア)       | 100m         | 4位  | 10.35秒 |
| 1976 | オリンピック         | モントリオール(カナダ) | 4×100mリレー | 3位  | 38.78秒 |